# Prefeitura autônoma cazaque de Ili
A Prefeitura autônoma cazaque de Ili é uma prefeitura autônoma localizada no norte de Sinquião, na China. Situado às margens do rio Ili, ao norte das montanhas Tião Chão. Cobrindo uma área de 273 200 quilômetros quadrados e sua população total é de 4 930 600 habitantes (2010).